# نوستكاوات
النوستكاوات (الاسم العلمي: Nostocoideae) هي أسرة من البكتيريا تتبع فصيلة النوستكية من الرتبة النوستكيات.

## أجناس
- النوستك